# Zepter International
ZEPTER International (рус. ЦЕПТЕР Интернациональ) — международная холдинговая компания, которая занимается производством, распространением и продажей потребительских товаров для здоровья и красоты. Компания была основана в 1986 году в Линце (Австрия), штаб-квартира находится в Швейцарии. Продукция производится на восьми собственных заводах компании, расположенных в Германии, Италии и Швейцарии.

## История
В 1986 году компания Zepter International представила посуду из нержавеющей стали и аксессуары для сервировки стола (сейчас — бренд Home Art), которую производила на собственном заводе компании Menfi Industria S.p.A в Милане.
В 1996 году компания расширила ассортимент продукции в результате слияния с двумя швейцарскими фирмами: Bioptron AG (медицинские приборы и оборудование; ныне бренд Medical) и Intercosmetica Neuchâtel SA (косметика по уходу за кожей; ныне бренд Cosmetics). После объединения штаб-квартира компании переместилась в швейцарскую коммуну Воллерау. Позднее компания слилась со шведским предприятием Kuna Group AB, и выпустила на рынок систему очистки воды Aqueena (бренд Home Care).
Позднее была создана холдинговая структура Zepter Finance AG, работающая в области негосударственного пенсионного обеспечения, здравоохранения, страхования и недвижимости.
Компания работает в 46 странах. Продукция производится на 8 собственных заводах, расположенных в Германии, Италии и Швейцарии. Товары реализуются через прямые продажи и собственные магазины.

### Zepter в России
Российское представительство Zepter International появилось в 1993 году с открытием офиса в Москве. В 1994—1996 годах заработали ещё восемь филиалов в регионах (Санкт-Петербург, Ростов-на-Дону, Самара, Казань, Екатеринбург, Новосибирск, Ярославль и Хабаровск). В городах, где нет офисов компании, работают её официальные представители.

## Продукция
Компании Zepter International принадлежат пять брендов:
- Zepter Home Art: запатентованная система здорового и быстрого приготовления пищи, безопасного хранения продуктов и сервировки стола.
- Zepter Medical: изделия медицинского назначения для заботы о красоте и здоровье.
- Zepter Home Care: бытовые приборы для очистки воды и воздуха, быстрой уборки помещений.
- Zepter Cosmetics & Luxury: косметическая линия на основе натуральных растительных экстрактов, предметы роскоши, наручные часы и текстиль для дома.
- Zepter Ze-presso: капсульная кофемашина для приготовления эспрессо в домашних условиях.

## Благотворительность
Семьёй Цептер был основан «Фонд Филипа и Мадлены Цептер». Фонд выделяет гранты для юных дарований, спонсирует научные и культурные проекты.
С 2004 года «Фонд Филипа и Мадлены Цептер» организует ежегодный международный конкурс молодых дизайнеров Artzept. Работы конкурсантов затем выставляются в магазинах Zepter.
Также через личный фонд Мадлены Цептер спонсируется воссоздание одного из крупнейших православных храмов в мире — храма Святого Саввы в сербском Белграде.

## Спонсорство
Компания оказывает спонсорскую поддержку многим мировым спортивным соревнованиям, в числе которых чемпионаты по автогонкам Формула-1, чемпионат мира по водно-моторной F1, чемпионаты мира и Европы по баскетболу (FIBA), чемпионаты мира по хоккею с шайбой, футболу, гандболу и др.

## Основатель
Основатель компании — предприниматель из Сербии Филип Цептер. Благодаря своему бизнесу он стал одним из богатейших граждан Сербии с состоянием около 5 млрд долларов США. Постоянно проживает в Монако.

## Интересные факты
- В 2005 г. на турнире «Zepter — звезды шеста» был установлен мировой рекорд (Елена Исинбаева — 4,87 м) и национальный рекорд Польши (Анна Роговска — 4,75 м). Всего за 21 год на этих соревнованиях был установлены 9 мировых и десятки национальных рекордов.
- 23 октября 2011 года во время тренинга по командообразованию Московского филиала силами более 300 сотрудников и такого же количества болельщиков была изготовлена самая большая сельдь под шубой весом 913 кг 430 г. Этот факт был официально зафиксирован представителем Книги рекордов России.
- В июле 2010 года в Белграде (Сербия) был открыт музей Zepter, в коллекции которого находятся произведения самых известных сербских мастеров второй половины XX века.